# Your Mommy Kills Animals
Pour plus de détails, voir Fiche technique et Distribution.
Your Mommy Kills Animals est un film documentaire américain réalisé par Curt Johnson, sorti en 2007. Il se focalise sur les mouvements de défense des droits des animaux.

## Fiche technique
- Titre : Your Mommy Kills Animals
- Réalisateur : Curt Johnson
- Scénario : Curt Johnson
- Musique : Greg Scarnici
- Photographie : Anthony Rodriguez
- Montage : Greg Browning
- Production : Maura Flynn et Curt Johnson
- Société de production : Indie Genius Productions
- Société de distribution : Halo-8 Entertainment (États-Unis)
- Pays :  États-Unis
- Genre : Documentaire
- Durée : 105 minutes
- Dates de sortie : 
  -  États-Unis : 20 juillet 2007

## Personnalités interviewées dans le film
- Ron Arnold
- Shane Barbi
- Sia Barbi
- Michael Bell
- Jessica Biel
- Cal Bryant
- Sally Burns
- Merritt Clifton
- Nick Cooney
- James Cromwell
- Kaley Cuoco
- Bo Derek
- Gloria Estefan
- Pamelyn Ferdin
- Jorja Fox
- Sheryl Greene
- Leo Grillo
- Camille Hankins
- Josh Harper
- Dana Harris
- Tippi Hedren
- Katherine Heigl
- Peta Hellard
- Christopher Hitchens
- Matt Jade
- Greg Kelly
- Margot Kidder
- Kevin Kjonaas
- Jennifer Lee
- Andrea Lindsay
- Joe Mantegna
- David Martosko
- Mark McGrath
- Maggie McGuane
- Mike Mease
- Christi Metropole
- Moby
- Esai Morales
- Shelley Morrison
- Michael Mountain
- Colleen Myers
- Todd Oldham
- P.J. O'Rourke
- Beth Ostrosky
- Alexandra Paul
- Patrick Proctor
- Kathy Riordan
- Gregory Scarnici
- Ben Stein
- Andrew Stepanian
- Joss Stone
- Patti Strand
- Vonnie Thomasburg
- Jerry Vlasak
- Paul Watson
- Suzanne Whang
- Betty White
- Persia White